# Maximino Martínez
Maximino Martínez (San Miguel Regla, 30 maggio 1888 – San Miguel Regla, 2 giugno 1964) è stato un botanico messicano, uno dei precursori della botanica economica e dell'esplorazione delle risorse vegetali del Messico.

## Biografia
Nato all'interno di una famiglia povera, a 3 anni rimase orfano di padre e fu cresciuto dalla madre nella città di Pachuca, completando gli studi di istruzione elementare e iniziando quelli per diventare professore di istruzione primaria, laureandosi nel 1907. Per alcuni anni ha praticato l'insegnamento a livello elementare, fino a quando non ha usufruito di una borsa di studio da parte del governo federale. Successivamente si è laureato in scienze biologiche all'Università nazionale autonoma del Messico, e nel 1914, grazie alle sue conoscenze botaniche, entrò in servizio presso il Museo Nazionale di Storia Naturale, inizialmente come assistente, poi come direttore della Sezione di Botanica.
Fu professore universitario presso la Scuola Nazionale di Scienze Biologiche e presso la Scuola Nazionale dell'Agricoltura (oggi Università Autonoma di Chapingo); in suo onore, il Pinetum di questa istituzione porta il suo nome. Fu responsabile dell'Erbario Nazionale del Messico e della Sezione di Botanica del Museo di Storia Naturale.
Fu incaricato dalla Segreteria Nazionale della Pubblica Istruzione di studiare la flora dell'Europa, della Cina e del Giappone.
Nel 1941, cofondò la Società Botanica del Messico, della quale fu presidente dal 1941 al 1944 e, in seguito, segretario perpetuo dal 1944 fino alla sua morte nel 1964, oltre ad essere fondatore e redattore per 14 anni del suo Bollettino.
Nel 1956 fu scelto, come unico esponente ibero-americano, tra i 50 botanici più illustri del continente dalla Botanical Society of America, e ricevette una laurea honoris causa dall'Università dell'Avana.
Le sue opere più importanti e risonanti riguardano la sistematica delle conifere messicane; tra le specie da lui descritte in particolare si ricordano Abies durangensis, Abies vejarii e Picea chihuahuana.
Tra i taxon nominati in suo onore si ricorda Picea martinezii

## Opere principali
- Catalogo alfabetico de nombres vulgares y cientificos de plantas que existen en Mexico, 1923
- Las plantas mas utiles que existen en la Republica Mexicana, 1928
- Las plantas medicinales des Mexico, 1933